# Hénanbihen
Hénanbihen (bret. Henant-Bihan) – miejscowość i gmina we Francji, w regionie Bretania, w departamencie Côtes-d’Armor.
Według danych na rok 1990 gminę zamieszkiwało 1346 osób, a gęstość zaludnienia wynosiła 43 osoby/km² (wśród 1269 gmin Bretanii Hénanbihen plasuje się na 464 miejscu pod względem liczby ludności, natomiast pod względem powierzchni na miejscu 253).